# Hexatoma (Eriocera) klossi
Hexatoma (Eriocera) klossi is een tweevleugelige uit de familie steltmuggen (Limoniidae). De soort komt voor in het Oriëntaals gebied.